# Malukai
Der Malukai ist ein osttimoresischer Fluss im Verwaltungsamt Maubara (Gemeinde Liquiçá). Wie die meisten kleineren Flüsse im Norden Timors fällt auch der Malukai außerhalb der Regenzeit trocken.

## Verlauf
Der Malukai entspringt im Osten des Sucos Vatuvou. Er fließt nach Norden und erreicht bald die Sawusee, in die er westlich des Ortes Vatu-Nau mündet.